# Sikkerhedsstyrelsen
 Ikke at forveksle med Sikringsstyrelsen.
Sikkerhedsstyrelsen er en del af Erhvervsministeriet og har ansvaret for teknisk sikkerhed i Danmark.
Den statslige styrelse arbejder blandt andet med kontrol og tilsyn inden for el, gas, vvs, tobak, e-cigaretter, tatovører, solcentre, huseftersynsordningen (tilstandsrapporter og elinstallationsrapporter), forbrugerprodukter og fyrværkeri. Styrelsen udfører også kontrol med overholdelse af aldersgrænserne for salg af alkohol, tobak og nikotinprodukter.
Målet er at gøre sikkerhed så ukompliceret som muligt. Alt, hvad Sikkerhedsstyrelsen gør, har til formål at sikre, at Danmark skal være et attraktivt land at drive virksomhed i. Og et trygt land at være forbruger i.
Sikkerhedsstyrelsen blev oprettet 1. januar 2004 under Økonomi- og Erhvervsministeriet ved en sammenlægning af Elektricitetsrådet, Danmarks Gasmateriel Prøvning og en række områder fra bl.a. Forbrugerstyrelsen.
Fra 2004 til og med udgangen af 2019 havde styrelsen til huse i Sct. Joseph-bygningerne i Nørregade, som mange esbjergensere kender som det gamle fødselshospital. Som følge af flere nye opgaver og medarbejdere flyttede Sikkerhedsstyrelsen ved årsskiftet til 2020 til Esbjerg Brygge 30 - med udsigt til Fanø, Esbjerg Lystbådehavn og Mennesket ved Havet (De fire hvide mænd) fra kontorerne på den yderste mole i Esbjergs havneområde.